# Göte Hagström
Göte Hagström   (Gagnef, 7 de setembre de 1918 - comtat de Dalarna, 5 d'octubre de 2014) fou atleta suec, especialista en curses de fons i obstacles, que va competir durant la dècada de 1940.
El 1948 va prendre part en els Jocs Olímpics d'Estiu de Londres, on guanyà la medalla de bronze en els 3.000 metres obstacles del programa d'atletisme, rere els seus compatriotes Tore Sjöstrand i Erik Elmsäter.
En el seu palmarès també destaca el campionat nacional de camp a través de 1949, així com una plata i un bronze en aquesta mateixa distància i una plata i tres bronzes en els 3.000 metres obstacles.

## Millors marques
- 5.000 metres. 14'36.8" (1942)
- 10.000 metres. 31'32.2" (1943)
- 3.000 metres obstacles. 9'01.0" (1948)[3]